# Москва (альбом)
«Москва» — второй студийный альбом российской певицы Глюк’oZы, изданный 9 июня 2005 года на лейбле «Монолит Рекордс». В поддержку альбома было выпущено шесть синглов, пять из которых добились успеха и занимали первые места радиочартов Tophit.

## Реакция критики
Алексей Мажаев из агентства InterMedia посчитал, что «появившийся альбом немного отодвинул в сторону телевизионный образ резвой поп-старлетки и воскресил воспоминания о той загадочной „Глюкозе“ времен „Глюкозы ностры“, о которой даже говорили, что на альбоме звучит обработанный студийными приборами голос Жанны Агузаровой». По мнению рецензента, новый альбом Глюкозы особо не отличается от предыдущего. Песни «Швайне», «Горилла», «Пипец», «Карина» и «Юра» он назвал «хулиганскими», а композиции «Снег идёт», «Корабли», «К чёрту» и «Москва» он отнёс к более взрослой аудитории, сказав, что их «нетрудно представить в исполнении Кати Лель или Юлии Савичевой».
В журнале Play, в котором диск занял 9 место в TOP CD, посчитали, что «вторая пластинка сумела выдержать уровень, заданный первым диском, хотя не все записанные здесь песни соответствуют имиджу Наташи Ионовой». По мнению журнала, «песни довольно чётко поделены на две группы: одни — „Горилла“, „Пипец“, „Швайне“, „Юра“, „Карина“, „Ой-ой“ — исполняются от лица оторвы с доберманом», « вторая половина — привет от виртуальной „Глюкозы“, мелодичные лирические произведения „Москва“, „Корабли“, „Снег идёт“, и „К чёрту“».

## Список композиций
Композитор и продюсер всех песен — Максим Фадеев. В песне «Снег идёт» использована тема из фильма «Ирония судьбы, или С лёгким паром!» под названием «Снег идёт над Ленинградом» авторства Микаэла Таривердиева (не указан в списке авторов).
| №   | Название    | Текст песни                   | Длительность |
| --- | ----------- | ----------------------------- | ------------ |
| 1.  | «Швайне»    | Наталья Ионова, Максим Фадеев | 4:25         |
| 2.  | «Снег идёт» | Наталья Ионова, Максим Фадеев | 3:58         |
| 3.  | «Горилла»   | Наталья Ионова, Максим Фадеев | 5:01         |
| 4.  | «К чёрту»   | Максим Фадеев                 | 5:14         |
| 5.  | «Юра»       | Максим Фадеев                 | 3:26         |
| 6.  | «Москва»    | Максим Фадеев                 | 3:45         |
| 7.  | «Пипец»     | Наталья Ионова, Максим Фадеев | 3:08         |
| 8.  | «Корабли»   | Максим Фадеев                 | 3:48         |
| 9.  | «Ой-ой»     | Наталья Ионова, Максим Фадеев | 3:39         |
| 10. | «Карина»    | Максим Фадеев                 | 3:33         |

Бонус-треки
| №  | Название            | Длительность |
| -- | ------------------- | ------------ |
| 1. | «Москва» (версия 2) |              |
| 2. | «Юра» (версия 2)    |              |
| 3. | «Швайне» (версия 2) |              |

## Награды и номинации
| Год  | Премия            | Номинируемая работа | Категория    | Итог      |
| ---- | ----------------- | ------------------- | ------------ | --------- |
| 2005 | Золотой граммофон | «Юра»               | Лауреат      | Победа    |
| 2005 | Премия Муз-ТВ     | «Снег идёт»         | Лучшая песня | Номинация |
| 2005 | Премия Муз-ТВ     | «Снег идёт»         | Лучшее видео | Номинация |
| 2005 | MTV RMA           | «Швайне»            | Лучшее видео | Номинация |